# Marathon van Utrecht 2009
De Jaarbeurs Utrecht Marathon 2009 vond plaats op maandag tweede paasdag 13 april 2009 in Utrecht. Start en finish waren onder de luifel van de Jaarbeurs aan de Croeselaan.
Bij de mannen werd de wedstrijd gewonnen door de Keniaan William Kipchumba met een tijd van 2:09.41; deze vestigde hiermee een parcoursrecord. De Fransman Larbi Es Sraidi werd tweede in 2:10.08 en verbeterde hiermee zijn persoonlijk record met ruim zes minuten. De Keniaanse Lydya Kurgat won de wedstrijd bij de vrouwen in een finishtijd van 2:34.28. Ook dit was een parcoursrecord.
Naast de hele marathon waren er wedstrijden over de halve marathon, 10 km, 5 km en diverse kinderlopen. De halve marathon werd gewonnen door de Nederlander Hugo van den Broek in 1:05.44. Bij de vrouwen ging de winst naar de Keniaanse Sarah Jeriwo, die zegevierde in 1:17.14, voor de Nederlandse Nadja Wijenberg (1:18.44).

## Uitslagen

### Marathon

#### Mannen
| rang   | naam                 | land | tijd    |
| ------ | -------------------- | ---- | ------- |
| Goud   | William Kipchumba    | KEN  | 2:09.41 |
| Zilver | Larbi Es Sraidi      | FRA  | 2:10.08 |
| Brons  | Adam Khamis Ismaël   | BAH  | 2:10.41 |
| 4      | Raymond Bett         | FRA  | 2:11.32 |
| 5      | Mark Tanui           | FRA  | 2:11.52 |
| 6      | Abdelhadi El Hachimi | BAH  | 2:13.55 |
| 7      | Julius Kuto          | KEN  | 2:16.21 |
| 8      | Sammy Chumba         | FRA  | 2:18.00 |
| 9      | Moses Moeketsi       | BAH  | 2:18.08 |
| 10     | John Kyui            | KEN  | 2:21.06 |

#### Vrouwen
| rang   | naam               | land | tijd    |
| ------ | ------------------ | ---- | ------- |
| Goud   | Lydia Kurgat       | KEN  | 2:34.28 |
| Zilver | Jirina Kocianova   | CZE  | 2:57.33 |
| Brons  | Jiska Belohlavkova | CZE  | 3:01.03 |

1978 · 
1979 · 
1980 · 
1981 · 
1982 · 
1983 · 
1984 · 
1985 · 
1986 · 
1987 · 
1988 · 
1989 · 
1990 · 
1991 · 
1992 · 
1993 · 
1994 · 
1995 · 
1996 · 
1997 · 
1998 · 
1999 · 
2000 · 
2001 · 
2002 · 
2003 · 
2004 · 
2005 · 
2006 · 
2007 · 
2008 · 
2009 · 
2010 ·
2011 ·
2012